# Новородчицька сільська рада
Новоро́дчицька сільська́ ра́да — колишній орган місцевого самоврядування в Острозькому районі Рівненської області. Адміністративний центр — село Новородчиці.

## Загальні відомості
- Новородчицька сільська рада утворена в 1940 році.
- Територія ради: 38,18 км²
- Населення ради: 707 осіб (станом на 2001 рік)
- Територією ради протікає річка Кутянка.

## Населені пункти
Сільській раді підпорядковані населені пункти:
- с. Новородчиці
- с. Посива
- с. Теремне

## Склад ради
Рада складається з 16 депутатів та голови.
- Голова ради: Кадлубіцький Василь Анатолійович
- Секретар ради: Кошинська Оксана Миколаївна

### Керівний склад попередніх скликань
| Прізвище, ім'я, по батькові      | Основні відомості                                                 | Дата обрання | Дата звільнення |
| -------------------------------- | ----------------------------------------------------------------- | ------------ | --------------- |
| Кадлубіцький Василь Анатолійович | Сільський голова, 1962 року народження, освіта вища, безпартійний | 26.03.2006   | 31.10.2010      |
| Кадлубіцький Василь Анатолійович | Сільський голова, 1962 року народження, освіта вища, безпартійний | 31.10.2010   |                 |

Примітка: таблиця складена за даними сайту Верховної Ради України